# Ibrahim Babangida
Ibrahim Badamasi Babangida, (Minna, 17 de agosto de 1941) é um general das forças amadas, oficial do exército nigeriano e chefe militar da Nigéria. Ele governou a Nigéria após seu golpe contra Muhammadu Buhari em 27 de agosto de 1985 até sua saída do cargo em 27 de agosto de 1993, após a sua anulação das eleições realizadas em 12 de junho daquele ano.

## Biografia
Ibrahim Babangida nasceu em 17 de agosto de 1941 em Minna, Níger, seu pai Muhammad Babangida e sua mãe Aisha Babangida.
De 1950 a 1956, Ibrahim Babanginda freqüentou a escola primária. De 1957 a 1962, Babangida foi educado no colégio do governo em Bida, Níger, Nigéria.
Babangida juntou-se ao exército nigeriano em 10 de dezembro de 1962, enquanto freqüentava a Escola de Treinamento Militar da Nigéria (NMTC) em Kaduna. Babangida recebeu sua comissão como segundo tenente como oficial de combate regular no Exército Real da Nigéria (um mês antes de se tornar o Exército nigeriano) sob o Número de Serviço Militar Pessoal N / 438 da Academia Militar. 26 de setembro de 1963. Babangida e o general Mohammed Magoro estavam entre o primeiro grupo de graduados nigerianos do NMTC que frequentaram a Academia Militar Indiana de abril a setembro de 1963. Entre os outros lotes da classe NMTC de Babangida estão: Garba Duba e Ibrahim Sauda. Babangida continuou seu treinamento no Armory de janeiro de 1966 a abril de 1966 ao se inscrever no Curso 38 do Junior Officer Course (ARMED) no Reino Unido, onde participou de um curso de quatro meses em Saladin and Cannon Fire. .
De agosto de 1972 a junho de 1973, ele fez o Curso Avançado de Blindado na Escola Blindada. Frequentou o Colégio de Alto Comando e Estado-Maior das Forças Armadas em Jaji, de janeiro de 1977 a julho de 1977, e o Curso Internacional de Gerenciamento de Defesa Superior, na Escola de Pós-Graduação Naval dos Estados Unidos. em 1980.
Ele estava muito envolvido na repressão ao golpe nigeriano de 1976, quando deveria "libertar" uma estação de rádio de um dos fundadores do golpe, o coronel Buka Suka Dimka (amigo íntimo de seu ), para impedir que faça mais anúncios por via aérea. ondas. Embora ele tenha impedido outras transmissões, o Coronel Dimka conseguiu escapar.
Ele alcançou as seguintes classificações: Segundo Tenente (1963), Tenente (1966), Capitão (1968), Major (1970), Tenente-Coronel (1970), Coronel (1973), Brigadeiro (1979), Major General (1983) ) e General (1987). Babangida também foi membro do Supremo Conselho Militar de 1º de agosto de 1975 a outubro de 1979.